# Karašica (Dunav)
Karašica je rječica/potok u Baranji, desni pritok Dunava

## Opis
Karašica je "najznačajniji autohtoni tok Baranje u širem smislu", hidrografske dužine od 81 km, od toga u Hrvatskoj 30,46 km. Izvire u Mađarskoj na istočnim obroncima Mečeka kod Feketića (Feked). Teče prema jugu kroz ili pokraj mjesta: Bodica, Kikoš, Seluv, Katolja, Kemeda, Surdukinja, Borjata, Viljana, Madžarboje; kod Iločca i Luča prelazi mađarsko-hrvatsku granicu pa se - mijenjajući smjer i tekući prema istoku-sjeveroistoku podno sjevernih obronaka Banskog brda, pored Branjinog Vrha, Popovac, Branjine, Podolja, Gajića, Draža i Batine - ulijeva u Dunav ispod spomenika Batinskoj bici. Širina poloja kreće se od 0,5 do 3 km, a pad je neznatan, oko 3 m (90-87 m nadmorske visine), što čini samo 10 cm/km. Porječje, računajući dio i u Mađarskoj, ima površinu od 910 km².
Karašica je bila "bujičav vodotok", "vrlo razlivena praveći silne lapove" i uzrokujući poplave pa je kanalizirana 1800. – 1805. godine uz ogromna ulaganja zainteresiranih veleposjednika (prije svega princa Alberta Szastesehenyja). Zemljište uz Karašicu prije odvodnje, naročito između Vilanja i Draža, bilo je močvarno, pa je bilo vrlo teško prolazno. Samo je na nekim mjestima bio moguć prolaz i to kod Vilanja, Luča i Branjinog Vrha. Danas zemljišta tog područja spadaju u red najboljih tala.
Izgradnja Kanala Karašice za navodnjavanje dovršena je 1957. godine. Između Karašice i obronaka Banskog brda, od Branjine pa do Draža, vodi uski asfaltirani put. Sjeverno od Šumarine Karašicu premošćuje željeznički, a kod Šumarine, Branjinog Vrha, Popovca, Branjine i Draža premošćuju je cestovni mostovi. 
U mađarskom dijelu Baranje Karašica prima brojne potoke i s lijeve i s desne strane (Pécsváradi-patak, Vasas-Belvárdi-vízfolyás), a u hrvatskom dijelu s desne strane sve potoke koji se slivaju sa sjevernih obronaka Banskog brda, a s lijeve strane sekundarne kanale Travnik, Hatvanski kanal i Borzu, koji dolaze iz Mađarske. U svom prvobitnom kretanju kanal Borza se ulijevao u Topoljski Dunavac, rukavac Dunava kod Topolja. Kasnije je taj kanal "presložen" i on se ulijeva u Karašicu jugozapadno od Branjine.
Josip Bösendorfer tvrdi da su joj "još Bugari nadjenuli ime (Kara su - Crni potok)". Na mađarskim kartama njen se naziv piše "Karasica", a na nekim kartama i "Karassó". 
Mala Karašica, naziv za hrvatski dio kanala koji se u Mađarskoj zove Szivó-árok, a koji se proteže od hrvatsko-mađarske granice do spoja s Crnim kanalom ispod Banskog brda, protičući između Luča i Petlovca, Šumarine i Širina te  Šećerane i Belog Manastira. 
Karašica je naziv i rijeke u Valpovštini u Slavoniji, desnog pritoka Drave.